# Ахметбулак
Ахметбула́к (каз. Ахметбұлақ) — село у складі Тарбагатайського району Східноказахстанської області Казахстану. Входить до складу Жанааульський сільського округу.
Населення — 150 осіб (2021; 336 у 2009, 608 у 1999, 544 у 1989).
Національний склад станом на 1989 рік:
- казахи — 100 %